# Paulin (Kroszeczkin)
Paulin, imię świeckie: Piotr Kroszeczkin (ur. 7 grudnia?/19 grudnia 1879 w guberni penzeńskiej, zm. 3 listopada 1937 w Kemerowie) – biskup Rosyjskiego Kościoła Prawosławnego, nowomęczennik.
Urodził się w rodzinie chłopskiej. Od młodości pragnął zostać kapłanem. W 1904 został posłusznikiem w Monasterze Nowospasskim w Moskwie, po czym złożył śluby zakonne, otrzymując imię Paulin. Wkrótce potem został hieromnichem po ukończeniu w specjalnym trybie moskiewskiego seminarium duchownego. W 1916 uzyskał dyplom Moskiewskiej Akademii Teologicznej. W 1920 został przełożonym swojego monasteru z godnością archimandryty. Już rok później mianowany biskupem rylskim. W 1927 został przeniesiony na katedrę permską. Za aktywną działalność duszpasterską został zmuszony do opuszczenia miasta. Wówczas mianowano go biskupem kałuskim. W 1933 po raz kolejny został przeniesiony na katedrę mohylewską, gdzie 3 października 1935 został pod fałszywymi zarzutami uwięziony. Przebywał następnie w więzieniu w Mińsku i obozie w Kemerowie. Został skazany na śmierć przez trójkę NKWD i rozstrzelany 3 listopada 1937.
W 1969 został całkowicie zrehabilitowany. Kanonizowany w 2000 przez Rosyjski Kościół Prawosławny.